# Майслингер, Андреас
Андреас Майслингер (нем. Andreas Maislinger родился 26 февраля 1955 года в Санкт-Георгии вблизи Зальцбурга) — австрийский историк и политолог. В 1992 году он основал австрийскую мемориальную службу.
Андреас Майслингер сам работал волонтёром в акции «Знак искупления» в музее «
Аушвиц-Биркенау», когда была основана Австрийская мемориальная служба.

## Награды
В 2005 году Майслингер получил Серебряный орден «За заслуги перед Австрийской Республикой» от президента Австрии Хайнца Фишера и медаль за заслуги перед государством Тироль от Хервига ван Стаа и Луиса Дурнвальдера.
8 ноября 2009 года Андреас Майслингер был награжден премией за «10 лет борьбы за официальное признание альтернативных благотворительных услуг» на Ежегодном ужине в музее холокоста в Лос-Анджелесе вместе с продюсером из списка шиндлера Бранко Люстигом.